# Octobre 1871

## Événements
- Création de la Fédération des travailleurs des Pays-Bas (ANWV).
- 8 octobre : 
  - égalité devant l'impôt foncier au Japon.
  - Incendie de Peshtigo aux États-Unis.
- 20 octobre : François-Joseph Ier d'Autriche refuse d’entériner un compromis austro-bohème, laissant la question tchèque en suspens. Sous la pression des germanophones, il révoque le ministère Hohenwart, qui s’était appuyé sur les Tchèques auquel il avait promis un statut similaire aux Hongrois.
- 27 octobre : les Britanniques annexent le Grikaland (district de Kimberley). Cette région est riche en mines de diamants, situées au nord de la Colonie du Cap. Un grand nombre d’aventuriers, appelés Uitlanders (étrangers) par les Boers de l’Orange et du Transvaal, accourent dans la région et y sèment le désordre.

## Naissances
- 7 octobre : Simen Fougner, juriste, directeur de banque et homme politique norvégien († 28 avril 1963).
- 21 octobre : 
  - Adrian Ivanovitch Nepenine (mort le 4 mars 1917), dernier commandant de la Flotte impériale russe de la Baltique
  - Charles Gill (mort le 16 octobre 1918), peintre et professeur canadien (Québec)

- 30 octobre : Paul Valéry, né à Sète, écrivain français († 20 juillet 1945).
- 31 octobre : Alexander Stirling MacMillan, premier ministre de Nouvelle-Écosse.

## Décès
- 18 octobre : Charles Babbage, mathématicien britannique.
- 22 octobre : Roderick Murchison géologue britannique.